# 942

## Události
- v západní Evropě řádí hladomor

## Úmrtí
- 17. prosince – byl zavražděn normandský vévoda Vilém Dlouhý meč

## Hlavy států
- České knížectví – Boleslav I.
- Papež – Štěpán VIII. – Marinus II.
- Anglické království – Edmund I.
- Skotské království – Konstantin II. Skotský
- Východofranská říše – Ota I. Veliký
- Západofranská říše – Ludvík IV. Francouzský
- Uherské království – Zoltán
- První bulharská říše – Petr I. Bulharský
- Byzanc – Konstantin VII. Porfyrogennetos